# 野田哲
野田 哲（のだ てつ、本名の読み：のだ さとし、1926年1月10日 - 2017年10月21日）は、日本の政治家。参議院議員（3期、日本社会党）。

## 経歴
岡山県出身。1942年笠岡商卒。福山市役所に入り、労働組合で活動し、自治労広島県委員長、自治労中央本部組織部長、副委員長などを経て、1974年の第10回参議院議員通常選挙で全国区から日本社会党公認で立候補して当選。3期務める。国会内では決算、地方行政の各委員長を歴任、党内では参議院国会対策委員長などを務めた。1992年の第16回参議院議員通常選挙に出馬せず引退した。
1996年春の叙勲で勲二等旭日重光章受章。
2017年10月21日、肺癌のため岡山県福山市の病院で死去、91歳。死没日をもって正四位に叙される。